# Syre
|  | Denne side handler om syre i kemisk betydning. Syre er også navnet på nogle planter i skræppe-slægten, bl.a. Almindelig Syre. |Syrer kan opdeles i tre kategorier:
- Stærke syrer: En stærk syre er en syre, der dissocierer fuldstændigt i opløsning (forudsat at der er tilstrækkeligt med opløsningsmiddel). I vand danner et mol af en stærk syre HA et mol H+ i form af hydronium (H3O+) og et mol af den korresponderende base, A−. Stort set intet af den ikke-dissocierede form HA bliver tilbage. Eksempler på stærke syrer er saltsyre (en vandig opløsning af gassen HCl), hydrogenbromid (HBr), hydrogeniodid (HI), perklorsyre (HClO4), salpetersyre (HNO3) og svovlsyre (H2SO4). I vandig opløsning dissocierer disse stort set 100 %.
- Svage syrer: En svag syre vil derimod kun delvist dissociere. Eksempler i vandig opløsning er kulsyre (H2CO3), eddikesyre (CH3COOH). Ved ligevægt vil både syren og den korresponderende base være til stede i opløsning.  Kiselsyre  Kiselsyre betegnes en meget svag syre.

- Organiske syrer: En organisk syre er en organisk forbindelse som tidligere har været et alkohol, men som har reageret med et oxygenatom.

En syre er et molekyle eller en ion, der ifølge den danske kemiker Johannes Brønsteds definition kan afgive en eller flere hydroner (en proton eller hydrogenion, H+), eller som ifølge den amerikanske kemiker Gilbert Lewis' definition er i stand til at danne en kovalent binding ved at acceptere et elektronpar. Den første kategori kaldes Brønsted-syrer, mens den anden kategori kaldes Lewissyrer. Det danske ord syre har oprindelse i det norrøne ord sýra ("sur valle"), mens det engelske ord acid kommer af latin acidus/acēre, der betyder "sur".
Brønsted-syrer kaldes også hydrondonorer. I vandig opløsning danner hydrondonorer hydroniumioner (H3O+) og kaldes også Arrhenius-syrer. Brønsted og den engelske kemiker Martin Lowry generaliserede Arrhenius' teori til også at omfatte ikke-vandige opløsninger. En Brønsted- eller Arrhenius-syre indeholder typisk et hydrogenatom bundet til en kemisk struktur, for hvilken tab af en H+-ion er energetisk favorabelt.
Vandige Arrhenius-syrer har karakteristiske egenskaber, der kan bruges til en praktisk beskrivelse af syrer: Syrer danner vandige opløsninger med en sur smag, reagerer på tilstedeværelsen af pH-indikatorer (farver f.eks. lakmus rødt) og undergå reaktion med baser og visse metaller (f.eks. calcium) under dannelse af salte.
En vandig opløsning af en syre har en pH lavere end 7 og kaldes til tider også for en "syre", selv om den korrekte definition af en syre kun refererer til de opløste syremolekyler. Jo lavere pH er i en vandig opløsning, desto højere er dens koncentration af hydroner, og desto surere er den.
Almindelige vandige syrer omfatter saltsyre (en vandig opløsning af hydrogenklorid, HCl, der bl.a. findes i mavesaften i mavesækken, og som aktiverer fordøjelsesenzymer), eddikesyre (vineddike er en fortyndet vandig opløsning af eddikesyre), svovlsyre (anvendt i bilbatterier) og citronsyre (forekommer i citrusfrugter). Som disse eksempler viser, bruges ordet "syre" i daglig tale om de rene stoffer (der kan være faste stoffer, væsker eller gasser) såvel som deres opløsninger. Stærke syrer og visse koncentrerede svage syrer er ætsende, men der findes undtagelser såsom carboraner og borsyre.
Lewissyrer er elektrofiler, der er i stand til at danne en kovalent binding ved at acceptere et elektronpar. Et eksempel er bortrifluorid (BF3), hvis boratom har en tom elektronskal, som kan danne en kovalent binding ved at acceptere et elektronpar på et atom, f.eks. kvælstofatomet i ammoniak (:NH3). Lewis opfattede dette som en generalisering af Brønsteds definition, således at en syre ifølge Lewis' definition er et kemisk stof, der kan acceptere et elektronpar enten direkte eller ved at afgive en eller flere hydroner (H+) til opløsningen, hvorved hydronerne accepterer elektronpar. Hydrogenklorid, eddikesyre og de fleste andre Brønsted-syrer kan dog ikke danne kovalente bindinger ved at acceptere et elektronpar og er derfor ikke Lewissyrer. Omvendt er mange Lewissyrer ikke Brønsted-syrer. I moderne terminologi er en "syre" ensbetydende med en Brønsted-syre, idet kemikere næsten konsekvent kalder Lewissyrer for "Lewissyrer".

## Egenskaber
Syrer har typisk en række egenskaber:
- Stærke eller koncentrerede syrer fremkalder ofte en stikkende fornemmelse på slimhinder
- Reagerer med metaller under dannelse af brint og et salt
- Reagerer med metalcarbonater under dannelse af vand, CO2 og et salt
- Reagerer med en base under dannelse af vand og et salt
- Reagerer med et metaloxid under dannelse af vand og et salt
- Kan lede strøm, afhængigt af protolyseringsgraden.
- Denaturerer de fleste proteiner

## Korresponderende syre-basepar
Blandes en vilkårlig syre S i vand, vil følgende ligevægt indtræde:
{\displaystyle S+H_{2}O\rightleftharpoons B+H_{3}O^{+}}
Syren S og basen B kaldes korresponderende syre-basepar. Når ligevægtsloven opstilles for reaktionen fås følgende:
{\displaystyle K_{S}=K_{C}\cdot [H_{2}O]={\frac {[B]\cdot [H_{3}O^{+}]}{[S]}}}
Konstanten KS kaldes syrens styrkekonstant. Det bemærkes, at når KS er stor, så er tælleren stor – og dermed er en høj KS ensbetydende med, at syren er meget villig til at afgive sin proton. Ligeledes er KS lille, når nævneren er stor – og dermed er en lille KS ensbetydende med, at syren er uvillig til at afgive sin proton. Stærke syrer har dermed høje KS, mens svage syrer har lave KS.

En anden nyttig måde at angive styrken af syrer på er ved deres styrkeeksponent. En syres styrkeeksponent, pKS (s for syre) eller pKa (a for acid), defineres som minus logaritmen til dens styrkekonstant:
{\displaystyle pK_{S}=-\log K_{S}}
Der gælder, at en stærk syre har en lav pKS, mens en svag syre har en høj pKS. Man definerer også en styrkekonstant KB og en styrkeeksponent pKB for en base. For korresponderende syre-basepar kan det vises, at følgende gælder (KV betegner ligevægtskonstanten for vands autoprotolyse):
{\displaystyle {\begin{aligned}&K_{B}\cdot K_{S}=K_{V}\\&\Updownarrow \\&pK_{S}+pK_{B}=pK_{V}\\\end{aligned}}}
Ved 25 °C gælder:
{\displaystyle {\begin{aligned}&K_{B}\cdot K_{S}=1,0\cdot 10^{-14}M^{2}\\&\Updownarrow \\&pK_{S}+pK_{B}=14,00\\\end{aligned}}}
Ligevægten betragtes igen:
{\displaystyle S+H_{2}O\rightleftharpoons B+H_{3}O^{+}}
Det fremgår af de foregående beregninger, at hvis den korresponderende syre S er stærk (lav pKS), så er den korresponderende base B svag (høj pKB); er den korresponderende syre svag (høj pKS), så er den korresponderende base stærk (lav pKB).

## Monoprote syrer
Syrer som saltsyre (HCl) og eddikesyre (CH3COOH) kaldes monoprote syrer. De kan kun afgive én hydron. Af denne grund giver det kun mening at tale om én pKS-værdi. Monoprote syrer er typisk mineralsyrer såsom saltsyre, salpetersyre (HNO3) og flussyre (HF). Resten af de monoprote syrer er hovedsageligt organiske stoffer med én carboxylgruppe såsom eddikesyre og benzoesyre.

## Polyprote syrer
Syrer som fosforsyre (H3PO4), svovlsyre (H2SO4) og kulsyre (H2CO3) er ikke monoprote. De er derimod polyprote syrer, idet de kan afgive mere end én hydron. Et reaktionsskema for den diprote (kan afgive to hydroner) syre A ser således ud:
{\displaystyle {\begin{aligned}&H_{2}A+H_{2}O\rightleftharpoons H_{3}O^{+}+HA^{-}\quad pK_{S_{1}}\\&HA^{-}+H_{2}O\rightleftharpoons H_{3}O^{+}+A^{2-}\quad pK_{S_{2}}\\\end{aligned}}}
Det er værd at bemærke, at der findes to pKS-værdier. Den første pKS-værdi er typisk lavere end den anden. Af dette følger, at hvorvidt en polyprot syre afgiver alle sine hydroner, afhænger af opløsningens pH.

### Kulsyre
Kulsyre er en diprot syre. Reaktionsskema og pKS:
{\displaystyle {\begin{aligned}&H_{2}CO_{3}+H_{2}O\rightleftharpoons H_{3}O^{+}+HCO_{3}^{-}\quad pK_{S}\left(H_{2}CO_{3}\right)=6,37\quad \left(25^{\circ }C\right)\\&HCO_{3}^{-}+H_{2}O\rightleftharpoons H_{3}O^{+}+CO_{3}^{2-}\quad pK_{S}\left(HCO_{3}^{-}\right)=10,32\quad \left(25^{\circ }C\right)\\\end{aligned}}}

### Fosforsyre
Fosforsyre er en triprot syre. Reaktionsskema og pKS:
{\displaystyle {\begin{aligned}&H_{3}PO_{4}+H_{2}O\rightleftharpoons H_{3}O^{+}+H_{2}PO_{4}^{-}\quad \,\,pK_{S}\left(H_{3}PO_{4}\right)=2,12\quad \left(25^{\circ }C\right)\\&H_{2}PO_{4}^{-}+H_{2}O\rightleftharpoons H_{3}O^{+}+HPO_{4}^{2-}\quad pK_{S}\left(H_{2}PO_{4}^{-}\right)=7,21\quad \left(25^{\circ }C\right)\\&HPO_{4}^{2-}+H_{2}O\rightleftharpoons H_{3}O^{+}+PO_{4}^{3-}\quad \,\,\,\,pK_{S}\left(HPO_{4}^{2-}\right)=12,67\quad \left(25^{\circ }C\right)\\\end{aligned}}}

## Hydronolysegrad
En syres hydronolysegrad α defineres som den brøkdel af syre, der er omdannet til den korresponderende base:
{\displaystyle S+H_{2}O\rightleftharpoons B+H_{3}O^{+}}
{\displaystyle \alpha ={\frac {[B]}{c_{s}}}}
hvor cs angiver den aktuelle startkoncentration.
Hvis al syren er hydronolyseret til den korresponderende base, er α = 1. Hvis intet syre hydronolyseres, er α = 0. Det kan vises, at der findes følgende sammenhæng imellem syrens styrke, hydronolysegrad og koncentration, kaldet Ostwalds fortyndingslov:
{\displaystyle K_{s}=c_{s}\cdot {\frac {\alpha ^{2}}{1-\alpha }}}
Af denne følger, at når en syreopløsning fortyndes (cs gøres mindre), stiger koncentrationen af den korresponderende base, idet KS er konstant.
En tidligere betegnelse for hydronolyse er protolyse.

## Anvendelser af syrer
Syrer finder anvendelse mange steder. Blandt andet som rustfjerner, kalkfjerner i husholdningen, elektrolyt i vådceller, mineralforarbejdere og katalysatorer. Nogle syrer anvendes desuden som tilsætningsstoffer i fødevarer, f.eks. citronsyre (anvendt som surhedsregulerende middel) og ascorbinsyre (C-vitamin; anvendt som konserveringsmiddel).